# UFC 64
UFC 64: Unstoppable  è stato un evento di arti marziali miste tenuto dalla Ultimate Fighting Championship il 14 ottobre 2006 al Mandalay Bay Events Center di Las Vegas, Stati Uniti.

## Retroscena
L'evento prevedeva due incontri per il titolo; trattasi dell'evento che ha dato il la al lungo regno di Anderson Silva come campione dei pesi medi.
L'incontro per il titolo dei pesi leggeri è stato il primo per tale titolo dopo UFC 41 del 2003, dove B.J. Penn e Caol Uno pareggiarono.
Giusto il giorno precedente all'evento Mike Nickels, che avrebbe dovuto affrontare Keith Jardine, diede forfait per infortunio e di conseguenza l'incontro venne annullato e non sostituito.

## Risultati

### Card preliminare
- Incontro categoria Pesi Leggeri:  Kurt Pellegrino contro  Junior Assunção

Pellegrino sconfisse Assunção per sottomissione (strangolamento da dietro) a 2:04 del primo round.
- Incontro categoria Pesi Leggeri:  Clay Guida contro  Justin James

Guida sconfisse James per sottomissione (strangolamento da dietro) a 4:42 del secondo round.
- Incontro categoria Pesi Medi:  Yushin Okami contro  Kalib Starnes

Okami sconfisse Starnes per KO tecnico (colpi) a 1:38 del terzo round.

### Card principale
- Incontro categoria Pesi Leggeri:  Spencer Fisher contro  Dan Lauzon

Fisher sconfisse Lauzon per KO tecnico (colpi) a 4:38 del primo round.
- Incontro categoria Pesi Massimi:  Carmelo Marrero contro  Cheick Kongo

Marrero sconfisse Kongo per decisione divisa (29–28, 28–29, 29–28).
- Incontro categoria Pesi Welter:  Jon Fitch contro  Kuniyoshi Hironaka

Fitch sconfisse Hironaka per decisione unanime (30–27, 30–27, 30–25).
- Incontro per il titolo dei Pesi Leggeri:  Sean Sherk contro  Kenny Florian

Sherk sconfisse Florian per decisione unanime (49–46, 49–46, 50–45) e divenne il nuovo campione dei pesi leggeri.
- Incontro per il titolo dei Pesi Medi:  Rich Franklin (c) contro  Anderson Silva

Silva sconfisse Franklin per KO (ginocchiata) a 3:59 del primo round e divenne il nuovo campione dei pesi medi.